# Федерација свих јапанских каратедо организација
Федерација свих јапанских Каратедо организација (FAJKO), је независно управно тело у Јапану које прати четири призната традиционална стила јапанског каратеа. Каратека такође може полагати за звање при ФАЈКО-у, пред комисијом од свих 11 мајстора. Једногласно полагање је ретко, а први коме је то пошло за руком је Акио Минаками 1983. године који је полагао за 6. дан (Рокудан) у Shito-ryu стилу.
Постоје четири традиционална стила каратеа:
- Shotokan
- Shito-ryu
- Goju-ryu
- Wado-ryu